# Ishinomaki
Ishinomaki (石巻市, Ishinomaki-shi) est une ville située dans la préfecture de Miyagi, au Japon.

## Géographie

### Situation
Ishinomaki est située dans le nord-est de la préfecture de Miyagi au niveau de la péninsule d'Oshika. La ville est bordée par l'océan Pacifique.

### Municipalités limitrophes
| Wakuya            | Tome            | Minamisanriku   |
| Misato            | Ishinomaki      | océan Pacifique |
| Higashimatsushima | océan Pacifique | Onagawa         |

### Démographie
En janvier 2020, la population d'Ishinomaki s'élevait à 142 638 habitants, répartis sur une superficie de 554,58 km2.

### Climat
Ishinomaki a un climat continental humide caractérisé par des étés doux et des hivers froids. La température annuelle moyenne à Ishinomaki est de 11,9 °C. Les précipitations annuelles moyennes sont de 1 091,3 mm, septembre étant le mois le plus humide.

## Histoire
La ville d'Ishinomaki a été fondée le 1er avril 1933. Le 1er avril 2005, les bourgs de Kahoku, Kanan, Kitakami, Monō, Ogatsu et Oshika ont été intégrés à Ishinomaki.
Le 11 mars 2011, la ville est durement touchée par le tsunami qui a frappé la côte orientale du Japon consécutif au séisme de la côte Pacifique du Tōhoku. Le 16 mars, le maire Hiroshi Kameyama (ja) annonçait que 10 000 des 160 000 habitants étaient portés disparus. La moitié des 61 000 habitations de la ville ont été détruites.

## Économie et tourisme
Le quartier d'Ogatsu est célèbre pour les pierres à encre qui y sont fabriquées.
Ishinomaki abrite la réplique à la taille réelle du San Juan Bautista, galion japonais qui a servi à Date Masamune (daimyo de Sendai) pour envoyer au pape une ambassade dirigée par Tsunenaga Hasekura en 1613.
On trouve à Ishinomaki l'un des plus grands marchés aux poissons du monde. Le port d'Ayukawa est connu pour son activité de chasse à la baleine.
Le musée du manga Ishinomori est consacré à l’œuvre de Shōtarō Ishinomori.

## Transports
Ishinomaki est desservie par les lignes Ishinomaki, Senseki et Kesennuma de la compagnie JR East. La gare d'Ishinomaki est la principale gare de la ville.

## Jumelages
- Hitachinaka (Japon)
- Kahoku (Japon)
- Civitavecchia (Italie)
- Wenzhou (Chine)
- Everett (États-Unis)

## Personnalités liées à la ville
- Tatsuji Fuse (1880-1953), avocat
- Isamu Kosugi (1904-1983), acteur et réalisateur
- Jun Tatara (1917-2006), acteur
- Susumu Katsumata (né en 1943), mangaka
- Jun Azumi (né en 1962), homme politique